# Chrześcijaństwo w Kazachstanie
Chrześcijaństwo w Kazachstanie — druga pod względem liczby wyznawców religia w Kazachstanie.
Ponad 1/3 populacji deklaruje się jako chrześcijanie. Większość z nich to Rosjanie, Ukraińcy i Białorusini, którzy są wyznawcami Rosyjskiego Kościoła Prawosławnego, prowadzącego na terenie Kazachstanu okręg metropolitalny. Stanowią oni około 30% mieszkańców kraju. Najwyższy odsetek chrześcijan występuje w obwodach północnokazachstańskim i kustanajskim.
1,5% mieszkańców Kazachstanu stanowią Niemcy, którzy są protestantami lub katolikami. Liczba świątyń katolickich w Kazachstanie wynosi 83. Oprócz tego Kazachstan zamieszkują także większe grupy prezbiterian, Świadków Jehowy, Adwentystów Dnia Siódmego i wyznawców pentekostalizmu. Metodyści, mennonici i mormoni również mają swoich zwolenników w Kazachstanie, a rząd tego kraju uznaje te kościoły. Ogólnie około 2% populacji należy do wyznawców różnych kościołów protestanckich.
Na terenie kraju działają dwie organizacje baptystów – Rada Kościołów Chrześcijan Ewangelickich i Baptystów oraz Unia Baptystów Kazachstańskich. Baptyści mają 198 świątyń.
Struktura religijna kraju (2010):
- islam – 70,4%
- chrześcijaństwo – 24,8%, w tym[potrzebny przypis]:
  - prawosławie – 21,4%
  - katolicyzm – 2,4%
  - protestantyzm – 1,0% (gł. baptyści, Kościół luterański, zielonoświątkowcy, Kościół Prezbiteriański, Kościół Adwentystów Dnia Siódmego)
  - Świadkowie Jehowy – 0,11%
- tradycyjne religie etniczne – 0,3%
- buddyzm – 0,2%